# Sophia Kianni
Sophia Kianni (13 de diciembre de 2001) es una activista climática estadounidense especializada en medios y estrategia. Es la fundadora y directora ejecutiva de Climate Cardinals, una organización internacional sin fines de lucro dirigida por jóvenes que trabaja para traducir información sobre el cambio climático a más de 100 idiomas. Representa a los Estados Unidos como el miembro más joven del Grupo Asesor de Jóvenes sobre Cambio Climático del Secretario General de las Naciones Unidas. También trabaja como estratega nacional para Fridays for Future, portavoz internacional de Extinction Rebellion y coordinadora de asociaciones nacionales para This is Zero Hour.

## Trayectoria

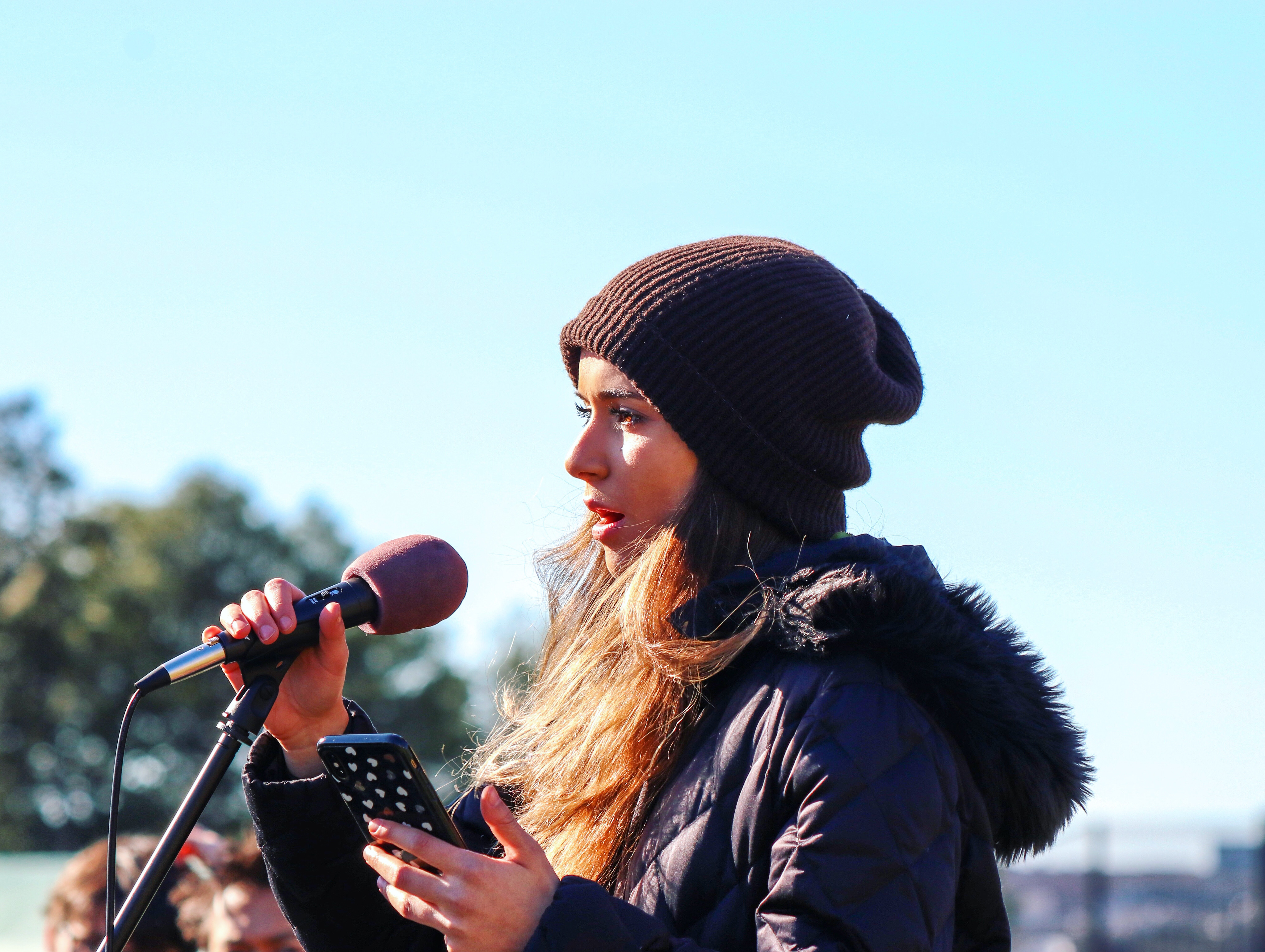
Kianni hablando en la huelga climática del Viernes Negro en 2019.

Kianni se interesó por el activismo climático cuando estaba en la escuela secundaria en Teherán, cuando una noche las estrellas quedaron oscurecidas por el smog, y "fue una señal de que nuestro mundo se está calentando a un ritmo aterrador". Más tarde se unió al grupo de Greta Thunberg, Fridays for Future, y se tomaba un tiempo libre de clase para apoyar la acción sobre el cambio climático. Ayudó a organizar la huelga climática del Viernes Negro de 2019. En 2019, era estratega nacional de Fridays for Future y coordinadora de asociaciones nacionales de Zero Hour, otro grupo de defensa del medio ambiente.

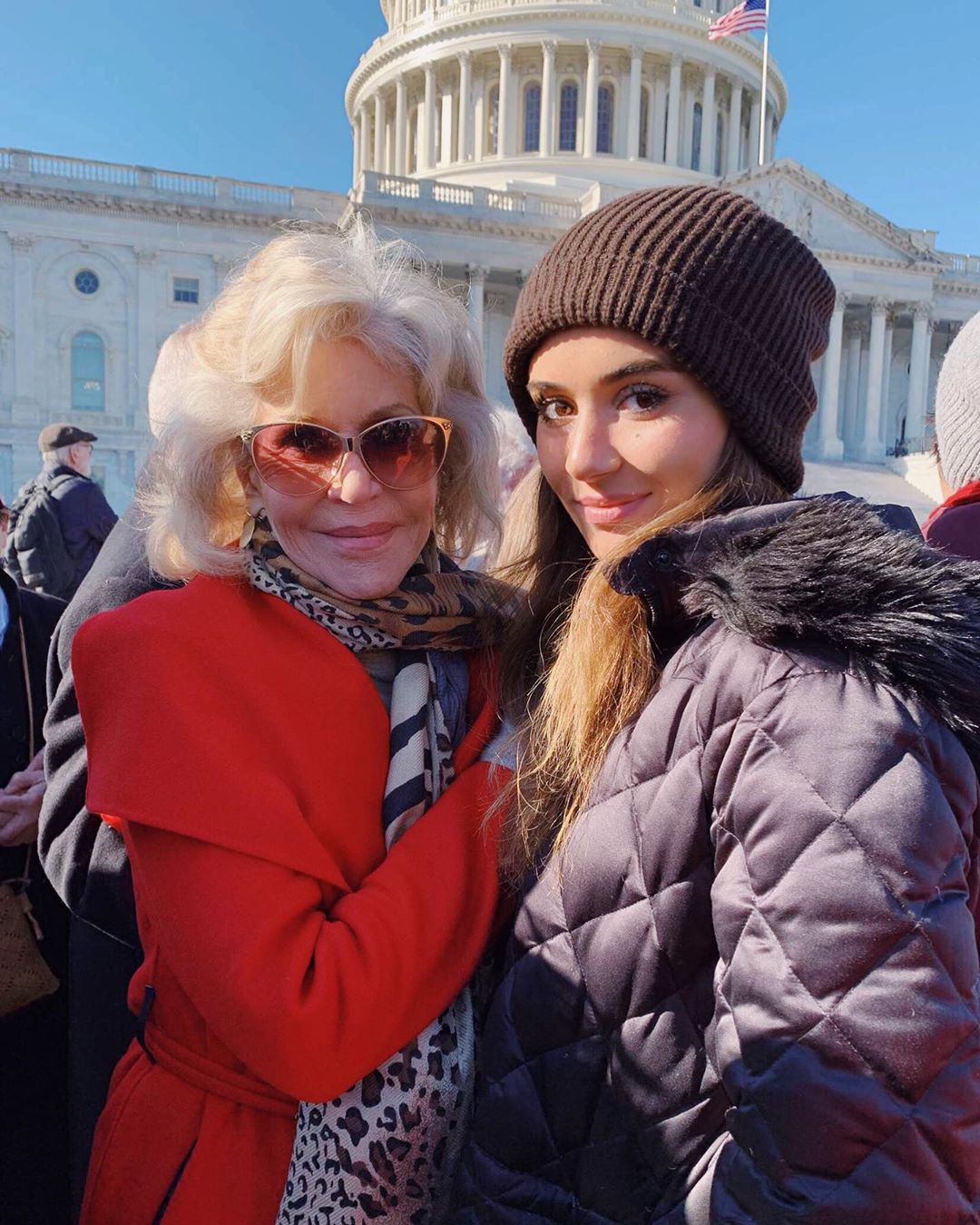
Jane Fonda (izquierda) y Kianni (derecha) en el evento Fire Drill Fridays DC celebrado frente al Capitolio.

En noviembre de 2019, Kianni faltó a la escuela para unirse a un grupo de manifestantes organizado por Extinction Rebellion que tenía la intención de realizar una huelga de hambre de una semana y una sentada en la oficina de Washington D. C., de la presidenta de la Cámara de Representantes, Nancy Pelosi, exigiendo que hablara con ellos durante una hora frente a la cámara sobre el cambio climático. A nivel local, hubo aproximadamente una docena de participantes; a sus 17 años, Kianni era la más joven y una de dos mujeres. Kianni no era miembro de XR, y solo participó en el primer día de la sentada, pero dio un discurso preparado y entrevistas a la prensa, y continuó la huelga de hambre en su casa. Kianni escribió sobre su participación en la protesta para Teen Vogue. En febrero de 2020, Kianni fue nombrada portavoz de Extinction Rebellion.
En la primavera de 2020, el activismo físico de Kianni se vio limitado por el cierre de la escuela y los requisitos de distanciamiento social de la pandemia de COVID-19, y sus conferencias programadas en universidades como la Universidad Stanford, la Universidad de Princeton y la Universidad Duke se retrasaron. Kianni pudo continuar su activismo de forma remota con su charla en la Universidad Tecnológica de Míchigan. Además, Kianni decidió acelerar el desarrollo de un sitio web planificado, Climate Cardinals, que traduciría la información sobre el cambio climático a diferentes idiomas.
En julio de 2020, Kianni fue nombrada por el Secretario general de las Naciones Unidas, António Guterres, para su nuevo Grupo Asesor Juvenil sobre Cambio Climático, un grupo de siete líderes climáticos jóvenes para asesorarlo sobre acciones para la crisis climática. Kianni era la más joven del grupo, que tenía entre 18 y 28 años. Ella era la única que representaba a los Estados Unidos, y también la única que representaba a Oriente Medio e Irán.
En diciembre de 2020, Kianni fue nombrada uno de los Humans 2020 de la revista Vice, por ser el representante de EE. UU. para el Grupo Asesor Juvenil de las Naciones Unidas sobre el Cambio Climático y por fundar Climate Cardinals.

## Climate Cardinals
Climate Cardinals es una organización internacional sin fines de lucro dirigida por jóvenes fundada por Kianni en 2020 para ofrecer información sobre el cambio climático en todos los idiomas. Fue nombrado por el cardinalis cardinalis, el pájaro del estado de Virginia y una metáfora de la información que vuela por todo el mundo. Kianni se inspiró en los años que pasó traduciendo artículos sobre el cambio climático en inglés al persa para sus parientes iraníes, ya que los medios iraníes apenas cubrían el tema.Ella dice que notó que el contenido informativo sobre el cambio climático está disponible solo en inglés o, en el mejor de los casos, en chino y español, lo que los hacía inaccesibles para los hablantes de otros idiomas.
Climate Cardinals se lanzó en mayo de 2020 y se inscribieron 1100 voluntarios para convertirse en traductores en su primer día. También se asociaron con Radio Javan, una radio en idioma iraní con más de 10 millones de seguidores, para compartir gráficos y traducciones con los iraníes. Climate Cardinals está patrocinado por la International Student Environmental Coalition como una organización sin fines de lucro 501 (c) (3), que permite a los estudiantes que participan en sus traducciones ganar horas de servicio comunitario por su trabajo, ya sea cumpliendo con los requisitos escolares o mejorando las solicitudes universitarias. En agosto de 2020, el grupo tenía más de 5.000 voluntarios, con una edad promedio de 16 años. En diciembre de 2020, tenía 8.000 voluntarios y alianzas con UNICEF y Traductores sin Fronteras.

## Periodismo

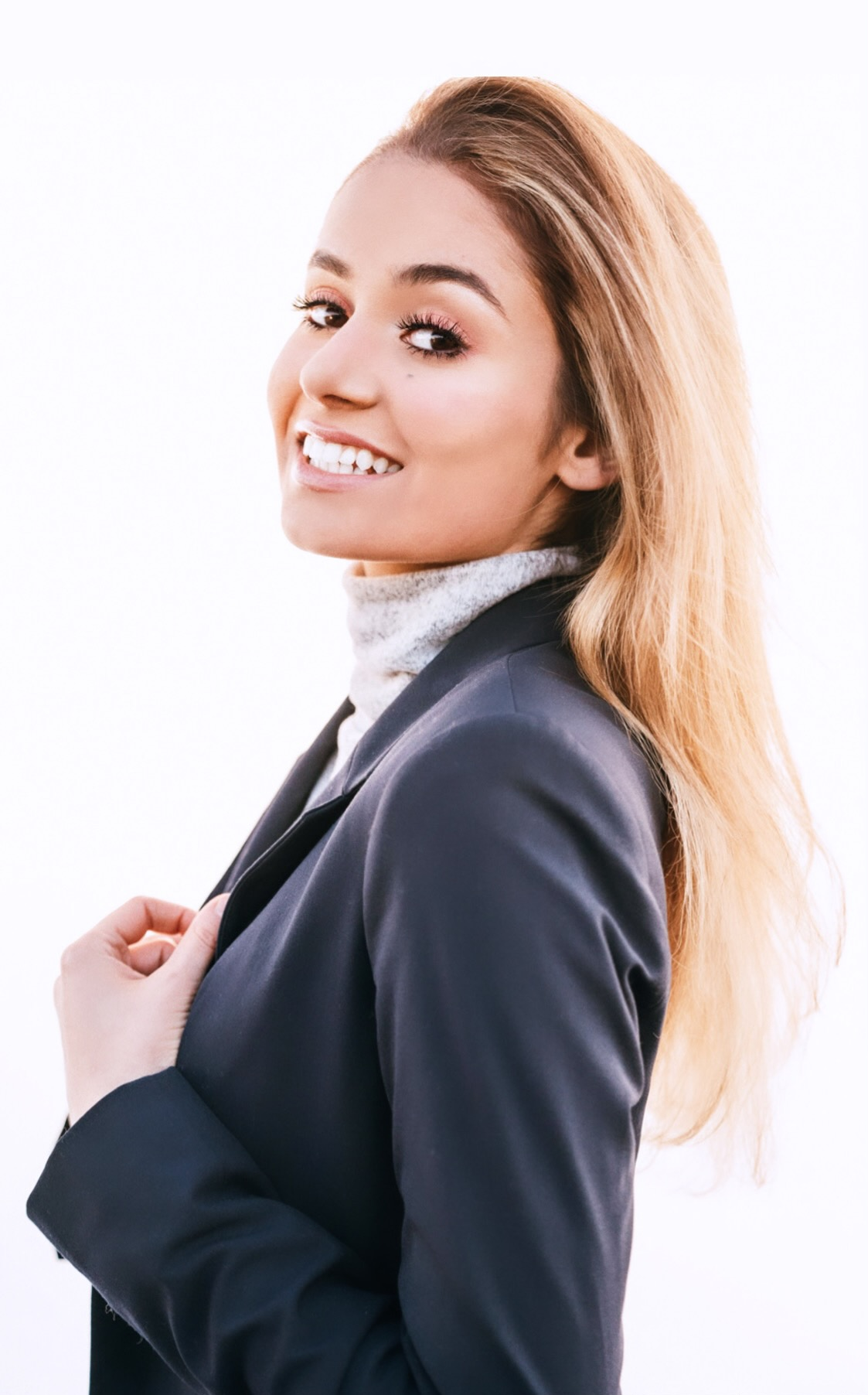
Kianni en 2020

Kianni escribió un artículo de 2019 para Teen Vogue sobre la huelga de hambre en la oficina de Pelosi. En 2020, escribió dos artículos sobre los efectos del coronavirus, para la edición de Oriente Medio de la revista Cosmopolitan sobre los efectos en la celebración de Nowruz en su familia extendida, y otro para Refinery29 sobre los efectos en su agenda diaria como activista climática, que fue ampliamente distribuido. Escribió un artículo para MTV News con motivo del 50 aniversario del Día de la Tierra, que ayudó a coordinar.

## Vida personal
Kianni vive con su madre, su padre, su hermana menor y dos inseparables como mascota en McLean, Virginia. Estudió en Henry Wadsworth Longfellow Middle School, donde su equipo ganó la Olimpiada de Ciencias de todo el estado, y en Thomas Jefferson High School for Science and Technology, donde fue semifinalista del Programa Nacional de Becas al Mérito.
Kianni recibió una gran atención de los medios como un ejemplo de una adolescente que reacciona a las medidas de distanciamiento social relacionadas con la pandemia de COVID-19: CNN, la revista Time y el Washington Post escribieron sobre cómo ella y sus amigos estaban moviendo la interacción personal e incluso la cancelación física de su baile de graduación a los chats de video de Zoom y videos de TikTok.